# Jeux mondiaux des maîtres
Ne doit pas être confondu avec Jeux mondiaux.
Les Jeux mondiaux des maîtres sont un événement international de compétition multisports qui se tient tous les quatre ans. Organisés par l'Association internationale des Jeux des maîtres, les Jeux sont ouverts aux athlètes de tous niveaux et d'âges divers. Ces compétitions sont particulièrement adressées aux athlètes professionnels retraités ou d'anciens concurrents olympiques.

## Histoire
Toronto accueillit les premiers Jeux mondiaux des maîtres en 1985. Depuis, ces Jeux se sont déroulés également dans différents pays du monde.

## Villes hôtes

### Jeux d'été
| Édition | Année | Ville hôte                 | Pays hôte        | Sports | Pays participants | Athlètes |
| ------- | ----- | -------------------------- | ---------------- | ------ | ----------------- | -------- |
| 1er     | 1985  | Toronto                    | Canada           | 22     | 61                | 8 305    |
| 2e      | 1989  | Aalborg, Aarhus et Herning | Danemark         | 37     | 76                | 5 500    |
| 3e      | 1994  | Brisbane                   | Australie        | 30     | 74                | 24 500   |
| 4e      | 1998  | Portland                   | États-Unis       | 28     | 102               | 11 400   |
| 5e      | 2002  | Melbourne                  | Australie        | 26     | 98                | 24 886   |
| 6e      | 2005  | Edmonton                   | Canada           | 25     | 89                | 21 600   |
| 7e      | 2009  | Sydney                     | Australie        | 28     | 95                | 28 676   |
| 8e      | 2013  | Turin                      | Italie           | 30     | 99                | 15 394   |
| 9e      | 2017  | Auckland                   | Nouvelle-Zélande | 28     | 100               | 28 578   |
| 10e     | 2025  | Taipei et Nouveau Taipei   | Taïwan           | -      | -                 | -        |
| 11e     | 2026  | Région du Kansai           | Japon            | -      | -                 | -        |

### Jeux d'hiver
| Édition | Année | Ville hôte | Pays hôte | Sports | Pays participants | Athlètes |
| ------- | ----- | ---------- | --------- | ------ | ----------------- | -------- |
| 1er     | 2010  | Bled       | Slovénie  | 7      | 42                | 3 000    |
| 2e      | 2015  | Québec     | Canada    | 9      | 20                | 1 600    |
| 3e      | 2020  | Innsbruck  | Autriche  | 12     | 55                | 3661     |
| 4e      | 2024  | Lombardie  | Italie    | -      | -                 | -        |